# Jules Angot des Rotours
Marie-François-Jules Angot, baron des Rotours, né le 10 septembre 1859 à Corbeil et mort le 1er novembre 1941 à Les Rotours, est un historien français.

## Biographie
Petit-fils du baron François Mathieu Angot des Rotours et neveu d'Ernest Perrot de Chézelles, il obtient ses licences en lettres et en droit. Il épouse Mlle Poissalolle de Nanteuil de La Norville.
Maire des Rotours depuis 1888, il est président de la commission administrative du bureau de bienfaisance, ainsi que membre des commissions départementales de protection des sites et d'aménagement des villes et villages.
Se consacrant à des travaux historiques, il est secrétaire général et vice-président de la Société historique et archéologique de l'Orne, ainsi que président de la Société d'économie sociale de 1912 à 1913.

## Publications
- La morale du cœur : Étude d'âmes modernes (préface de Félix Ravaisson, 1893)
- Wilfrid Challemel : 1846-1916 (1922)
- Sainte Thérèse de l'enfant Jésus : 1873-1897 (1925)
- Françoise de Faudoas d’Averton (1934, Prix Juteau-Duvigneaux[1])

## Distinctions
- Chevalier de la Légion d'honneur en 1931
- Officier d'académie